# Licença MIT
A licença MIT, também chamada de licença X ou de licença X11, é uma licença de programas de computadores (software), criada pelo Instituto de Tecnologia de Massachusetts (MIT). Ela é uma licença permissiva utilizada tanto em software livre quanto em software proprietário.
Muitos grupos utilizam a licença MIT no seu software, como os programas Expat, MetaKit, PuTTY, as bibliotecas do projeto Mono, Lua, e o sistema X Window, sendo este último o exemplo mais conhecido. É uma licença popular no repositório GitHub.
A licença é permissiva e considerada equivalente a BSD Simplificada sem a cláusula de endosso. Porém, seu texto é bem mais explícito ao tratar dos direitos que estão sendo transferidos, afirmando que qualquer pessoa que obtém uma copia do software e seus arquivos de documentação associados pode lidar com eles sem restrição, incluindo sem limitação os direitos a usar, copiar, modificar, mesclar, publicar, distribuir, vender copias do software. As condições impostas para tanto são apenas manter o aviso de copyright e uma copia da licença em todas as cópias do software.

## Vantagens e desvantagens da licença MIT
Essa licença é a recomendada pela Free Software Foundation quando se busca uma licença permissiva, pois é bastante conhecida e  não possui múltiplas versões com cláusulas que podem gerar dificuldades adicionais. Outra vantagem da licença MIT, é a maior clareza dos seus termos ao declarar explicitamente o que é permitido. Por exemplo, sublicenciar ou vender cópias do software. A questão do sublicenciamento é bastante importante quando o software será usado como parte de um trabalho coletivo ou derivado que será distribuído sob outra licença, o que é bastante comum nas práticas de software livre. Se não houver o direito de sublicenciamento, então apenas o detentor do direito autoral pode conceder a licença. Desta forma, o usuário de um trabalho derivado precisa obter a licença tanto do autor desse trabalho como também dos detentores dos direitos de cada componente que faz parte dele, sendo necessário identificar todos esses componentes e pessoas envolvidas, aumentando a dificuldade, os riscos e a complexidade jurídica. Por outro lado, quando é permitido o sublicenciamento, a pessoa que está emitindo a licença, que valerá para todos os componentes de seu software, fica responsável por analisar os termos de cada um dos componentes e certificar-se da compatibilidade entre as licenças. Assim, ao chegar no usuário final, o potencial de problemas é restrito a uma única licença.
A licença contém uma cláusula sobre a ausência de garantias e responsabilidades, protegendo os detentores do direito autoral de qualquer processo judicial relacionado ao software. Nesta licença ainda é excluída explicitamente a responsabilidade de não infração, que pode ocorrer, por exemplo, quando alguém usa a propriedade intelectual de outra pessoa sem a devida autorização. Isso cobre casos em que o autor do software, acidentalmente ou não, tenha utilizado algum material protegido sob direitos autorais ou uma ideia patenteada sem obter uma licença para tanto, o que pode gerar um processo contra o autor, os distribuidores do software e até seus usuários. Porém, assim como explicado anteriormente, a ausência de responsabilidades tem sua validade limitada pelas leis vigentes.

## Texto da licença
Obtido da Open Source Initiative:
```
 Copyright (c) <year> <copyright holders>

 Permission is hereby granted, free of charge, to any person obtaining a copy
 of this software and associated documentation files (the "Software"), to deal
 in the Software without restriction, including without limitation the rights
 to use, copy, modify, merge, publish, distribute, sublicense, and/or sell
 copies of the Software, and to permit persons to whom the Software is
 furnished to do so, subject to the following conditions:

 The above copyright notice and this permission notice shall be included in
 all copies or substantial portions of the Software.

 THE SOFTWARE IS PROVIDED "AS IS", WITHOUT WARRANTY OF ANY KIND, EXPRESS OR
 IMPLIED, INCLUDING BUT NOT LIMITED TO THE WARRANTIES OF MERCHANTABILITY,
 FITNESS FOR A PARTICULAR PURPOSE AND NONINFRINGEMENT. IN NO EVENT SHALL THE
 AUTHORS OR COPYRIGHT HOLDERS BE LIABLE FOR ANY CLAIM, DAMAGES OR OTHER
 LIABILITY, WHETHER IN AN ACTION OF CONTRACT, TORT OR OTHERWISE, ARISING FROM,
 OUT OF OR IN CONNECTION WITH THE SOFTWARE OR THE USE OR OTHER DEALINGS IN
 THE SOFTWARE.

```

## Opiniões
Segundo a lista de licenças da Free Software Foundation, a licença MIT deveria ser chamada de licença X11, já que o MIT possui muitas licenças para software. Por outro lado, o Open Source Initiative se refere a ela como licença MIT, assim como outros.